# 1577 en littérature
| Années de la littérature : 1574 - 1575 - 1576 - 1577 - 1578 - 1579 - 1580    |
| Décennies de la littérature : 1540 - 1550 - 1560 - 1570 - 1580 - 1590 - 1600 |

Cet article présente les faits marquants de l'année 1577 en littérature.

## Événements
- 2 décembre : Jean de la Croix est fait prisonnier dans un couvent de Tolède par des carmes hostiles à sa réforme des carmes déchaussés ; il réussit à s'enfuir le 17 août 1578[1].  Il commence la rédaction de son poème Le Cantique spirituel, terminé vers 1583[2].

- Ouverture du Curtain Theatre dans le quartier de Shoreditch, à Londres[3].

## Parutions
- Première édition des Chronicles of England, Scotland, and Ireland de Raphael Holinshed[4].

- Pseudomonarchia daemonum, traité en latin qui présente une nomenclature de la hiérarchie des démons, publié en appendice de la cinquième édition du De praestigiis daemonum de Jean Wier[5].

## Naissances
- 8 février : Robert Burton, écrivain anglais († 1640).

## Décès
- 23 avril : Pierre Danes, premier professeur de langue grecque au Collège Royal, évêque de Lavaur, éditeur de textes d'auteurs antiques, né en 1497.
- Rémy Belleau, poète français de la Pléiade (né en 1528).